# Dongfeng, Liaoyuan
Dongfeng, tidigare stavat Tungfeng, är ett härad som lyder under Liaoyuans stad på prefekturnivå i Jilin-provinsen i nordöstra Kina.